# Joshua Berry
Pour les articles homonymes, voir Berry.
Joshua "Josh" Berry, né le 1er décembre 1990 à Kecthum (Idaho), est un coureur cycliste américain.

## Biographie
Il a notamment terminé 3e de Liège-Bastogne-Liège espoirs en 2012. Il s'est également classé 10e de la 1re édition du Tour d'Almaty en 2013 ou encore 15e de Paris-Bourges et du Grand Prix de la Somme cette même année. En 2014, il a remporté le classement de meilleur grimpeur du Tour de Beauce.

## Palmarès
- 2012
  - 3e de Liège-Bastogne-Liège espoirs